# Summer Illusion
『Summer Illusion』（サマー・イリュージョン）は栗林誠一郎のアルバム。

## 内容
前作の「LA JOLLA（ラ・ホーヤ）」は栗林がベーシストであるにもかかわらず、ギター・キーボードを使用したが、今作のアルバムは、楽器を使わないボーカリストの立場で行ったアルバム。ギターは増崎孝司が全曲を担当した。アルバムのタイトルの由来は、自身が参加したユニット「渚のオールスターズ」の曲によるものである。なお今作以降、女性作詞家の起用が頻繁になっている。

## 収録曲
全作曲:栗林誠一郎 編曲:栗林誠一郎・明石昌夫
1. It's My Treat
作詞:栗林誠一郎
所属事務所Beingが制作したセッションアルバム「Players Pole Position」に収録されていた曲（B'zの松本孝弘がギターで参加）の新アレンジVer.
後にWANDSがカバー（タイトルは「Secret Night 〜It's My Treat〜」）。
シングル「「トレンドは白。」のテーマ (白いMY LOVE)」のカップリング曲。
2. Fall into loving you
作詞:栗林誠一郎
3. everyboby smiles on you
作詞:栗林誠一郎
4. Can't Stop Me Loving You - 原曲:大森絹子「なつかしむようにKISSをしないで」
作詞:Linda Hennrick
5. The Grapes of Wrath - 原曲:BLIZARD「OVER HEAT」
作詞:湯川れい子
6. Still I Need Your Love
作詞:小田佳奈子
7. SICK NIGHT
作詞:亜蘭知子
8. フツウのキミが一番スキ
作詞:栗林誠一郎
9. THE SUN GOES DOWN
作詞:亜蘭知子
10. Summer Illusion - 原曲:渚のオールスターズ
作詞:亜蘭知子
11. 「トレンドは白。」のテーマ (白いMY LOVE)
作詞:湯川れい子

## 参加ミュージシャン
- 増崎孝司 - ギター (M-1～11)
- 小野塚晃 - キーボード (M2,3,5,9)
- 勝田一樹 - サックス (M-1,2,3,6)
- 寺沢功一（BLIZARD） - ベース (M-5)
- 青木智仁 - ベース (M-3,6,7)
- 江口信夫 - ドラム (M-3,5)
- 青山純 - ドラム (M-1,2,4,6,7,8,9,10,11)
- 澤野博敬 - トランペット (M-3)
- 伊藤一義 - コーラス (M-5,10)
- 明石昌夫 - ベース (M-1,2,4,8,9,10,11)、シンセサイザー (M1～11)、コーラス(M-3)